# Gerrardanthus lobatus
Gerrardanthus lobatus är en gurkväxtart som först beskrevs av Célestin Alfred Cogniaux, och fick sitt nu gällande namn av Charles Jeffrey. Gerrardanthus lobatus ingår i släktet Gerrardanthus och familjen gurkväxter. Inga underarter finns listade i Catalogue of Life.